# Knobs Flat Waterfall
Der Knobs Flat Waterfall (auch bekannt in der Schreibweise Knob’s Flat Waterfall) ist ein Wasserfall im Fiordland-Nationalpark auf der Südinsel Neuseelands. Er liegt östlich der Ortschaft Knobs Flat in einem Zulauf des Kiosk Creek, der nach Unterquerung des New Zealand State Highway 94 in den Eglinton River mündet. Seine Fallhöhe beträgt rund 33 Meter.
Vom Campingplatz am Kiosk Creek führt ein Wanderweg in etwa 10 Minuten zum Wasserfall.